# Вензіна (Вармінсько-Мазурське воєводство)
Вензіна (пол. Węzina, нім. Weeskendorf) — село в Польщі, у гміні Ельблонґ Ельблонзького повіту Вармінсько-Мазурського воєводства.
Населення — 198 осіб (2011).
У 1975-1998 роках село належало до Ельблонзького воєводства.

## Демографія
Демографічна структура станом на 31 березня 2011 року:
|          | Загалом | Допрацездатний вік | Працездатний вік | Постпрацездатний вік |
| -------- | ------- | ------------------ | ---------------- | -------------------- |
| Чоловіки | 93      | 27                 | 60               | 6                    |
| Жінки    | 105     | 25                 | 60               | 20                   |
| Разом    | 198     | 52                 | 120              | 26                   |